# Hyposoter tricolor
Hyposoter tricolor là một loài tò vò trong họ Ichneumonidae.